# Бад Миндер на Дајстеру
Бад Миндер на Дајстеру (њем. Bad Münder am Deister) град је у њемачкој савезној држави Доња Саксонија. Једно је од 8 општинских средишта округа Хамелн-Пирмонт. Према процјени из 2010. у граду је живјело 17.912 становника. Посједује регионалну шифру (AGS) 3252002.

## Географски и демографски подаци
Бад Миндер на Дајстеру се налази у савезној држави Доња Саксонија у округу Хамелн-Пирмонт. Град се налази на надморској висини од 119 метара. Површина општине износи 107,7 km². У самом граду је, према процјени из 2010. године, живјело 17.912 становника. Просјечна густина становништва износи 166 становника/km².